# Mitchell Watt (baloncestista)
Mitchell Watt (Goodyear, Arizona, 14 de diciembre de 1989) es un jugador de baloncesto estadounidense que pertenece a la plantilla del Casademont Zaragoza de la Liga Endesa española. Mide 2,08 metros de altura y ocupa la posición de Ala-Pívot.

## Trayectoria deportiva

### Universidad
Empezó en el Desert Edge High School en Goodyear (Arizona). Después llegó a los Buffalo Bulls bajo la dirección del entrenador Reggie Witherspoon. Después de entrar en el equipo titular en su primer año en la 2008-09, Watt fue uno de los mejores jugadores defensivos de la MAC, ganando el apodo de sWATT. En su segundo año, Watt luchó contra el síndrome de Guillain-Barré, lo que limita la eficacia. Su papel fue en gran parte como reboteador y taponador en sus primeros tres años. Como júnior, promedió 8 puntos, 5,3 rebotes y 2,2 tapones por partido.
En su último año, Watt no sólo continuó siendo jugador defensivo, sino que también casi duplicó su anotación. Promedió 16.3 puntos, 7.3 rebotes, 2.2 asistencias y 2.2 tapones por partido. Condujo a los Buffalo Bulls a un récord de 12-4 en la MAC y fue nombrado Jugador del Año de la Conferencia y un Associated Press Mención Honorable All-America. En su carrera, Watt anotó 1.061 puntos (8,3 por partido), 565 rebotes (4,4 por partido) y 195 tapones (1,5 por partido). Al final de su carrera universitaria, Watt fue invitado a jugar en el Reese's College All-Star Game en la Final Four de la NCAA en 2012.

### Carrera profesional
En abril de 2012, Watt participó en el pre-NBA Draft Portsmouth Invitational Tournament, donde estableció el récord del torneo de tapones con 13.
Después de no ser elegido en el Draft de la NBA de 2012, Watt jugó con los Memphis Grizzlies en la NBA Summer League. El 2 de agosto de 2012, firmó un contrato de un año con el Hapoel Gilboa Galil Elyon israelí, en la que fue su primera experiencia europea.
En julio de 2013, Watt jugó con Los Angeles Lakers en la NBA Summer League. El 18 de agosto de 2013, firmó un contrato de un año con el Ironi Nes Ziona B.C..
En julio de 2014, Watt jugó con los Golden State Warriors en la NBA Summer League de 2014. El 2 de septiembre de 2014, firmó con los Golden State Warriors. Sin embargo, más tarde fue cortado por los Golden State Warriors el 24 de octubre de 2014. El 3 de noviembre de 2014, fue adquirido por los Santa Cruz Warriors, el afiliado de Golden State Warriors. El 22 de diciembre de 2014, salió de los Santa Cruz Warriors y firmó con su exequipo Ironi Nes Ziona B.C. para el resto de la temporada.
El 6 de julio de 2015, Watt fue anunciado como miembro de los Toronto Raptors para la NBA Summer League de 2015. 
El 16 de agosto de 2015, firmó con el ALBA Berlín de la BBL.
Tras una temporada en Alemania, en la temporada 2016-17 firma por el Juvecaserta Basket de la Lega Basket Serie A.
Reforzó al equipo emiratí Shabab Al-Ahli en el GCC Clubs Championship de 2017.
En julio de 2017, firma por el Reyer Venezia Mestre de la Lega Basket Serie A, con el que disputó más de 300 encuentros durante seis temporadas.
El 25 de septiembre de 2023, firma por el Casademont Zaragoza de la Liga Endesa española.